# Schlieben (Adelsgeschlecht)

Wappen derer von Schlieben

Schlieben ist der Name eines alten deutschen Adelsgeschlechts aus dem Untergau Zlivin (jetzt Amt Schlieben).  Der Name wechselte zwischen Sleben, Zlewin, Zliw, Zlivn, Zlywine, Sliwen, Slieben, Schleyben, Slyben, Zlowin und Schlieben.

## Geschichte

### Älteste Vertreter
Das Geschlecht leitete sich von der Burg Schlieben, damals zur Niederlausitz gehörig, her. Der älteste heute bekannte Angehörige der Familie war ein Otto de Sleben, der 1144 auf dem Kreuzzug ins Heilige Land erwähnt wurde.

### Häuser im Mittelalter

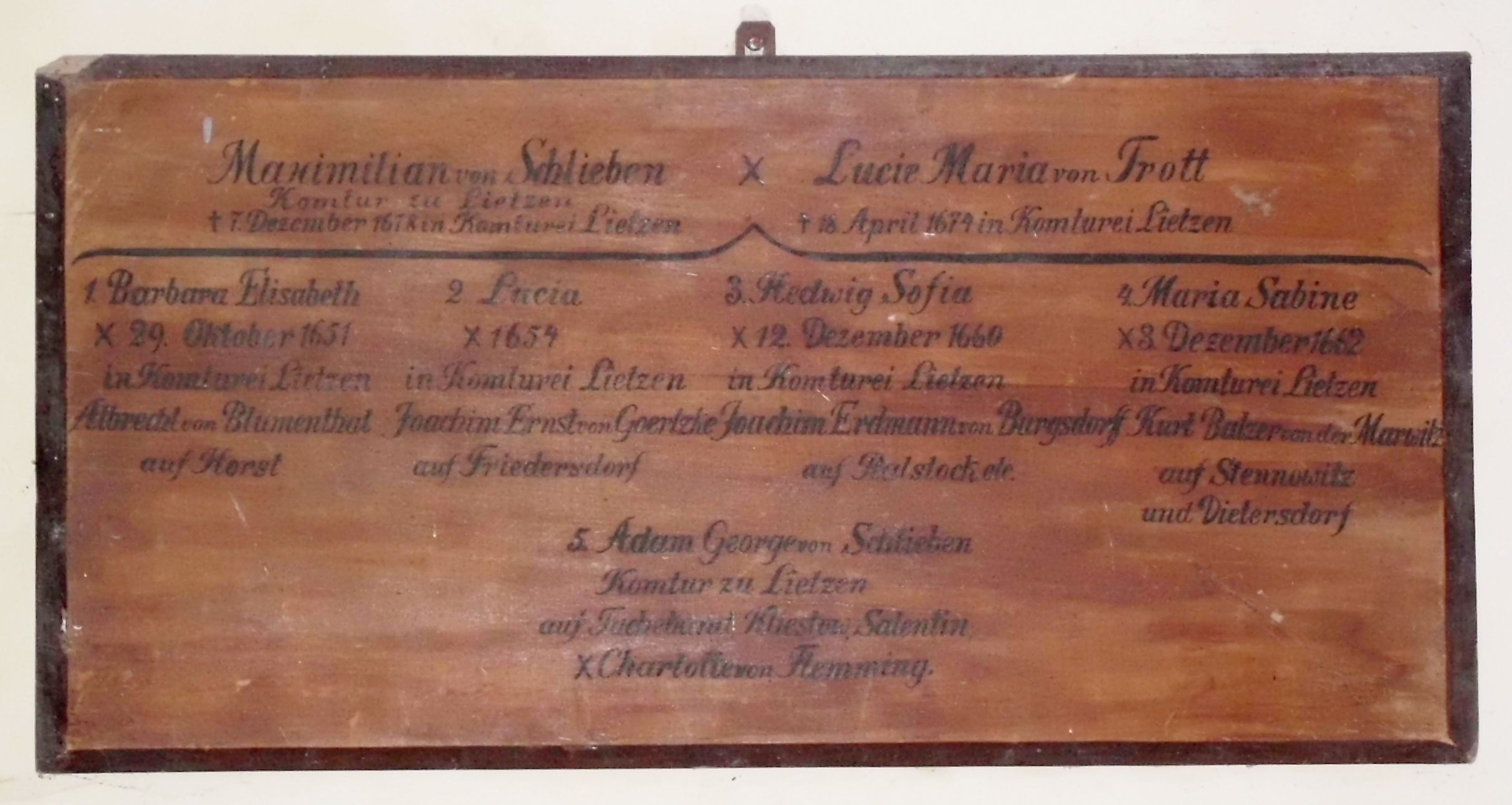
Ahnentafel des Komturs Maximilian von Schlieben und Lucie Marie von Trott. U. a. Eltern des Komturs Adam George von Schlieben-Tucheband. Nach 1679. Kirche die Komturei Lietzen.

Liebschützer Linie

Die älteste heute bekannte Stammreihe beginnt mit Gumprecht von Schlieben auf Dobnoslo (bei Senftenberg, 1269 genannt, † 1279), Burgvogt auf Liebschütz  an der Mulde im askanischen Herzogtum Sachsen. Dessen Nachkommen bildeten die Liebschützer Linie des Geschlechts.
Mühlberger Linie

Ein Hans von Schlieben auf Mühlberg und Prettin, Hauptmann in Jüterbog († 1458) war der älteste heute bekannte Vertreter der Mühlberger Linie. Baruth und Stülpe (Baruth: damals auch Herzogtum Sachsen; das benachbarte Stülpe damals Erzstift Magdeburg) gehörten im 15. Jahrhundert ebenfalls Angehörigen der Familie. Zwei Balthasare von Schlieben waren im 15. Jahrhundert kurfürstliche Räte im benachbarten Brandenburg.
Preußische Linie

Georg von Schlieben aus der Liebschützer oder Mühlberger Linie kämpfte seit 1454 in Preußen für den Deutschen Orden und begründete die dortige preußische Linie mit den Burgen Nordenburg und Gerdauen.
Sächsische Linie

Dessen ältester Sohn Georg († 1521) begründete die sächsische Linie, dessen Sohn Eustachius († 1568) war der wichtigste Rat des brandenburgischen Kurfürsten Joachims II. und Vertrauter von Luther.

### Adelserhebungen
Haus Birkenfeld: Erhebung in den Reichsgrafenstand mit „Hoch- und Wohlgeboren“ und Wappenvereinigung mit dem der Grafen Truchseß von Wetzhausen am 11. Januar 1660 in Wien für den königlich polnischen Kämmerer und Oberst der Leibgarde Johann Dietrich von Schlieben (1638–1695), Erbhauptmann zu Birkenfeld, Gerdauen, Nordenburg und anderen in Ostpreußen. Die brandenburgische Anerkennung folgte am 20. Dezember 1662. Die Linie ist 1816 mit Friedrich Wilhelm von Schlieben ausgestorben.
Haus Tucheband: Erhebung in den preußischen Grafenstand am 12. Juli 1704 für Adam Georg von Schlieben (1629–1709), Gutsherr auf Alt Tucheband bei Küstrin.

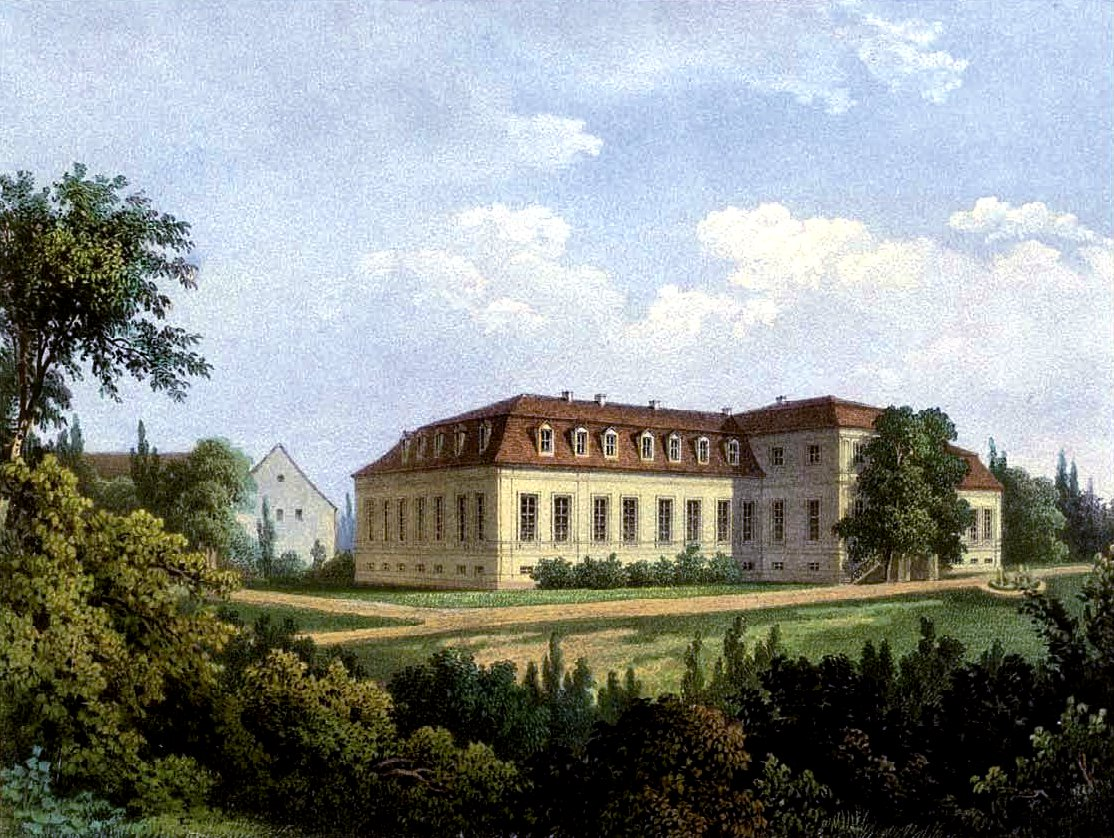
Schloss Sanditten um 1860/61, Sammlung Alexander Duncker

Haus Sanditten: Erhebung in den preußischen Grafenstand am 9. August 1718 in Berlin für den königlich preußischen Landjägermeister Georg Adam von Schlieben (1649–1720), Gutsherr auf Sanditten, Erbhauptmann zu Gerdauen, Nordenburg und Klingbeck im Landkreis Heiligenbeil.
Haus Adamshaide: Erhebung in den preußischen Grafenstand am 19. September 1786 in Berlin mit Diplom vom 10. Januar 1787 für den königlich preußischen Major der Infanterie Gottlieb von Schlieben, Gutsherr auf Kurkenfeld und Erbhauptmann zu Gerdauen und Nordenburg.
Haus Nieder-Friedersdorf: Eintragung in das königlich sächsische Adelsbuch am 30. Juli 1904 für den königlich sächsischen Staats- und Kultusminister Richard von Schlieben (1848–1908), Gutsherr auf Nieder-Taubenheim an der Spree, sowie für dessen Bruder, den königlich sächsischen Oberst Egon von Schlieben, Kommandeur des 2. Grenadier-Regiments Nr. 101.

## Wappen
Das Stammwappen zeigt in Gold einen von Blau und Silber geschachten Balken. Auf dem Helm mit blau-goldenen Decken zwei wie der Schild bezeichnete Büffelhörner.

1663 bestätigtes Wappen der Reichsgrafen von Schlieben
Wappen der Grafen von Schlieben (1704)
Wappen der Grafen von Schlieben (1718)
Wappen der Grafen von Schlieben (1786)

## Gegenwart
Ein 1894 gegründeter und 1910 auf alle adeligen und gräflichen Linien ausgedehnter Geschlechterverband hält alle zwei Jahre einen Familientag ab.

## Bekannte Familienmitglieder
- Georg von Schlieben (erwähnt 1448–1475), Söldnerführer für den Deutschen Orden und Eigentümer umfangreicher Besitzungen in Preußen
- Balthasar von Schlieben (lateinisch Balthazar de Sliwen, u. a.; † nach 1485) war Propst in Lebus

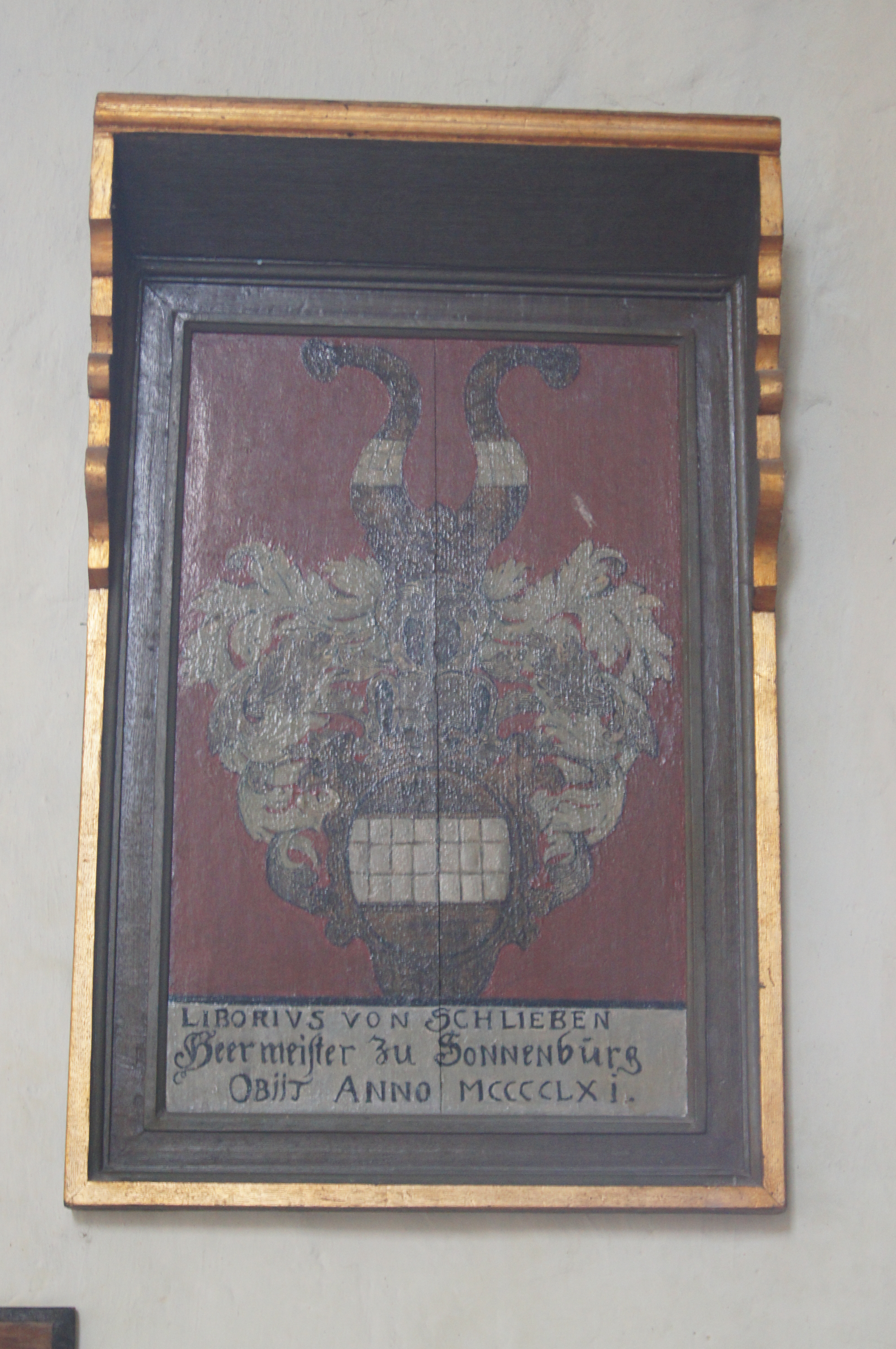
Tafel des Liborius von Schlieben d. Ä. Heermeister zu Sonnenburg in Lietzen. Anno 1461.

- Liborius von Schlieben d. Ä. von 1460 bis 1471 Herrenmeister des Johanniterordens
- Liborius von Schlieben († 1486), Bischof von Lebus und kurfürstlicher Rat in Brandenburg (Baruth/Wusterhausener Linie)
- Georg von Schlieben († 1521), Herr von Hohndorf und Radeburg, Hauptmann von Cottbus und Peitz, Begründer der sächsischen Linie[3]
- Dietrich von Schlieben (1486–1534), Obermarschall von Preußen, Begründer der preußischen Linie
- Eustachius von Schlieben (um 1495–1568), brandenburgischer kurfürstlicher Rat und Herr von Zossen und Vetschau
- Andreas von Schlieben (1497–1571) (ermordet), Komtur der Johanniterkommende auf Lagow, Generalfeldmarschall unter Kaiser Karl V.
- Johann Ernst von Schlieben (1586–1620), Komtur von Lietzen und kurbrandenburgischer Hofrat
- Hans von Schlieben († 1599/1601), Landeshauptmann der Niederlausitz und Besitzer von Vetschau und Seese
- Adam von Schlieben (1552–1628), Komtur von Lietzen und kurfürstlich brandenburgischer Rat
- Adam Georg von Schlieben (1629–1708), Komtur von Lietzen, ff. Ordenssenior des Johanniterorden
- Johann Friedrich von Schlieben (1630–1696), kurbrandenburgischer Generalmajor
- Erdmann von Schlieben (1632–1686), sächsischer Gerichtsassessor und Gutsbesitzer
- Georg Christoph von Schlieben (1676–1748), preußischer Staatsminister
- Albrecht Ernst von Schlieben (1681–1753), preußischer Staatsminister
- Christian Dietrich von Schlieben († 1680), Besitzer von Vetschau und umliegender Dörfer in der Niederlausitz
- Christian Dietrich II. von Schlieben († 1721 oder später), sächsischer Gutsbesitzer
- Hedwig Luise von Schlieben (1675–1760), geb. Prinzessin von Hessen-Homburg, durch Heirat und Erhebung des Schwiegervaters in den preußischen Grafenstand am 9. August 1718, Gräfin von Schlieben

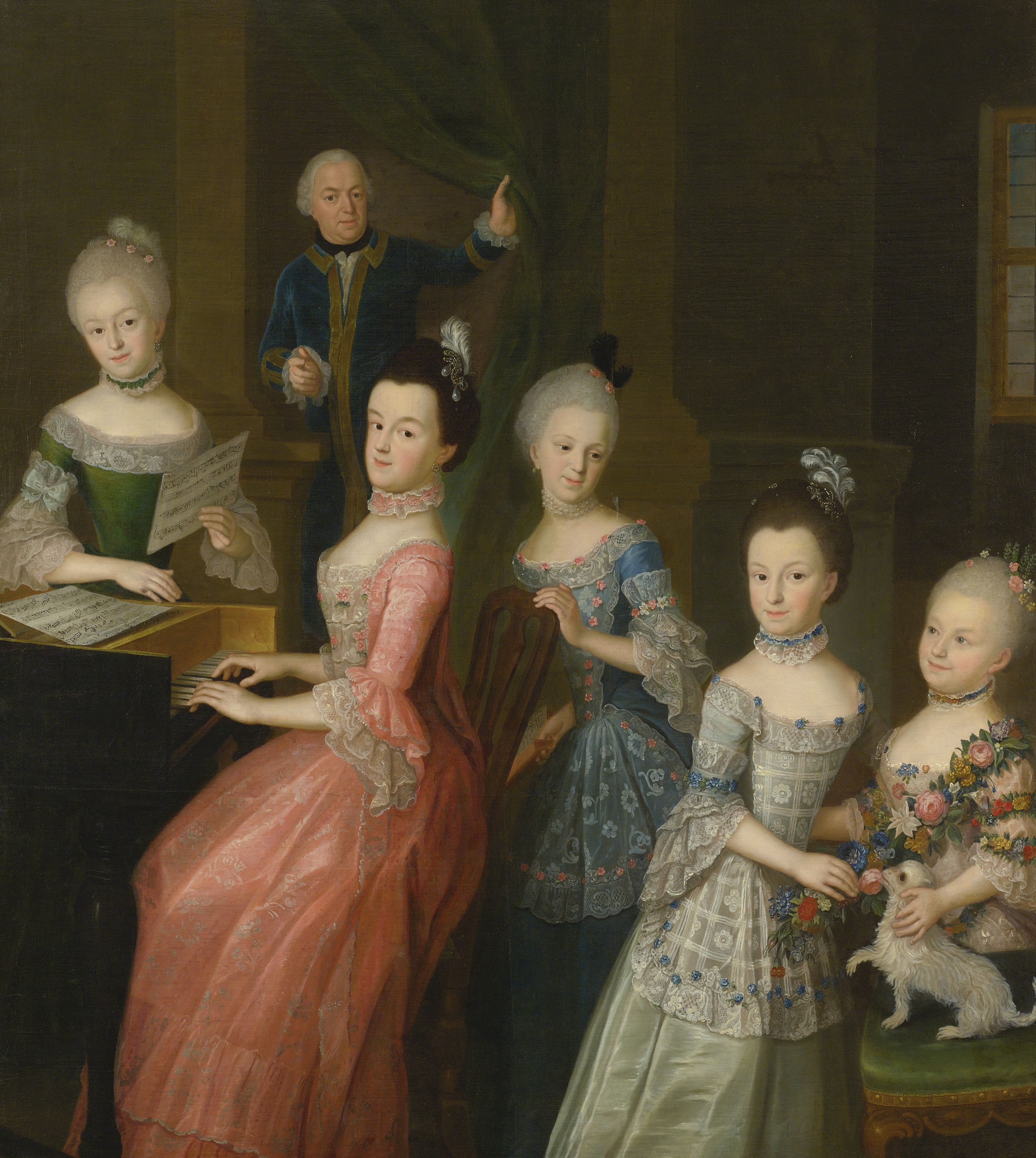
Johann Kasimir von Schlieben (1714–88) mit seinen Töchtern Eleonore, Wilhelmine, Friederike, Jeannette

- Friedrich Karl von Schlieben (1716–1791), preußischer Generalleutnant
- Eleonore von Schlieben (1720–1755), Hofdame der preußischen Königin Elisabeth Christine
- Leopold von Schlieben (1723–1788), preußischer Minister
- Friederike Amalie von Schlieben (1757–1827), verheiratet seit 1780 mit Herzog Friedrich Karl Ludwig von Schleswig-Holstein-Sonderburg-Beck (1757–1816), Vorfahren von vielen europäischen Monarchen
- Wilhelmine Luise Elisabeth von Schlieben (1765–1852), deutsche Lyrikerin
- Wilhelm Ernst August von Schlieben (1781–1839), deutscher Statistiker
- Gustav von Schlieben (1800–1874), Mitglied des Preußischen Herrenhauses
- Georg von Schlieben (1831–1906), Mitglied des Preußischen Herrenhauses
- Georg von Schlieben (1843–1906), Militärbevollmächtigter für das Königreich Sachsen
- Richard von Schlieben (1848–1908), sächsischer Kultusminister, Vorkämpfer der Koedukation und Ehrenbürger der Stadt Zittau
- Egon von Schlieben (1852–1933), sächsischer Generalleutnant
- Gertrud von Schlieben (1873–1939), deutsche Schriftstellerin
- Otto von Schlieben (1875–1932), deutscher Jurist, Verwaltungsbeamter und Politiker
- Dietrich von Schlieben (1893–1984), deutscher Generalmajor
- Karl-Wilhelm von Schlieben (1894–1964), deutscher Generalleutnant
- Georg-Günther Graf von Schlieben (1891–1974), Ehrenkommendator des Johanniterorden[4]